# Huile de foie de morue

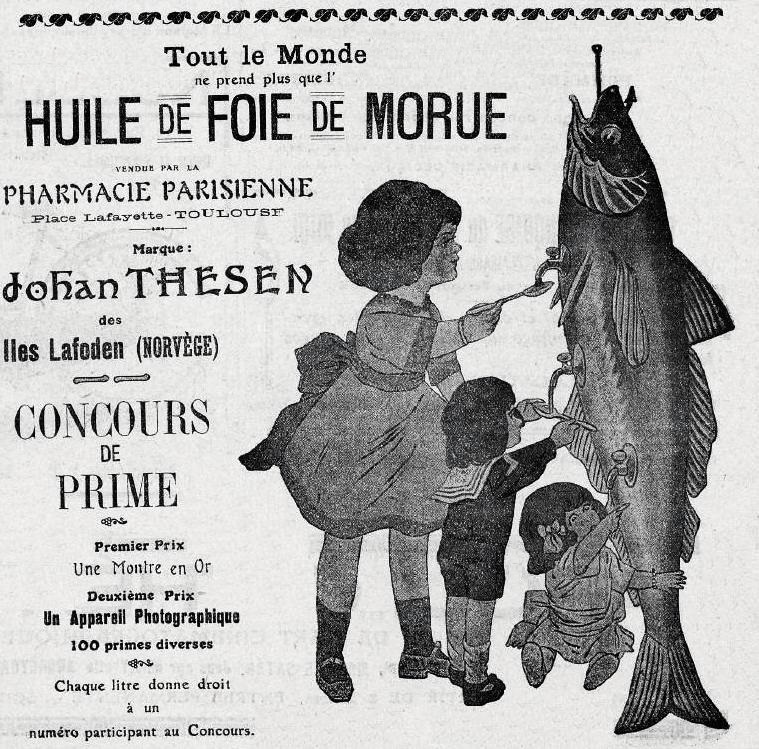
Publicité pour l'huile de foie de morue (1914).

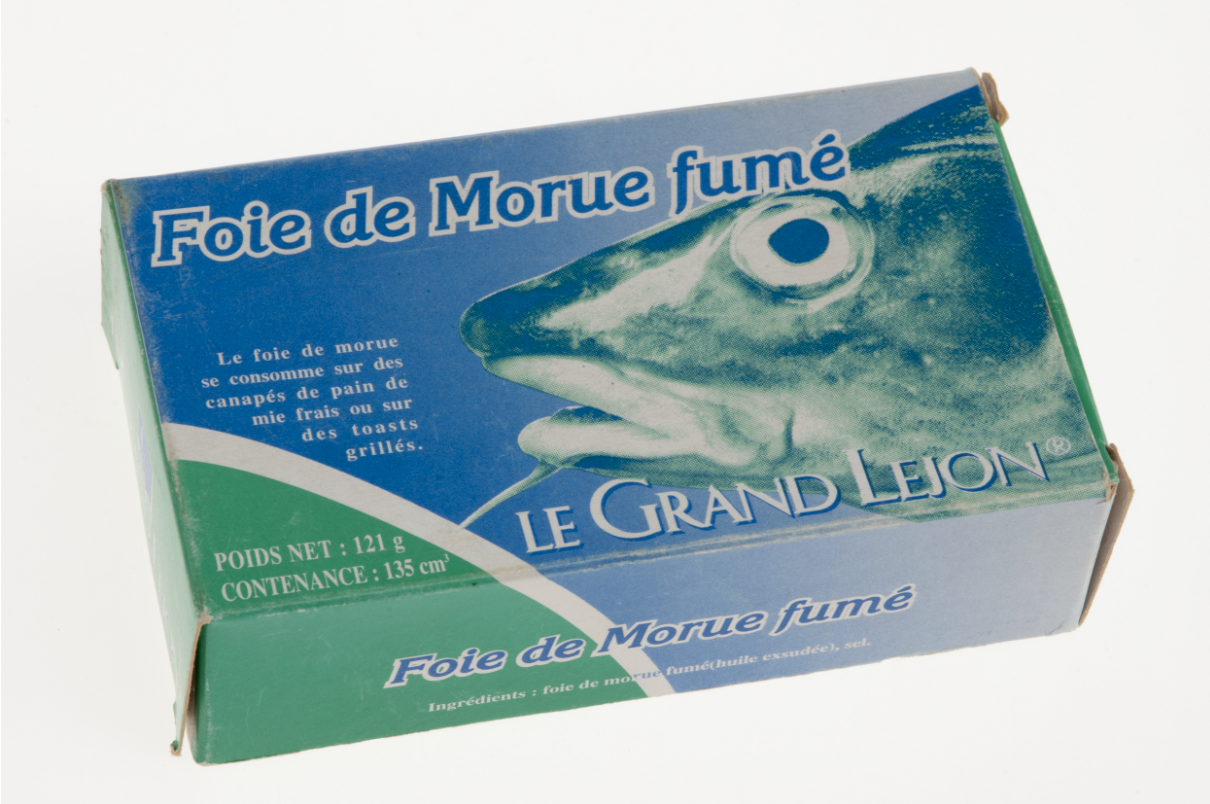
Emballage de foie de morue, collections du Musée de Bretagne.

L'huile de foie de morue est un dérivé du foie de la morue (poisson). Par le passé, c'était un supplément nutritionnel donné communément aux enfants, pour les problèmes de rachitisme et de croissance osseuse. 
Cette huile est composée d'acide docosahexaénoïque (DHA) et d'acide eicosapentaénoïque (EPA), étant des acides gras polyinsaturés non fabriqués par l'organisme et uniquement apportés par l'alimentation (l'EPA est obtenu à partir de l'acide α-linolénique). L'huile de foie de morue est également une source de vitamine A et vitamine D, ce qui la distingue des autres huiles de poisson. 

## Intérêt nutritionnel
L'intérêt nutritionnel de l'huile de foie de morue, au travers de l'EPA et du DHA, a été validé par la Commission européenne de validation des allégations qui confirme son efficacité pour sa contribution :
- au développement normal du cerveau du fœtus et des nourrissons[2] (commission de régulation EU no 440/2011 du 16/05/2012)
- à l'entretien du fonctionnement normal du cœur (commission de régulation EU no 432/2012 du 16/05/2012)
- à l'entretien d'une vision normale (commission de régulation EU no 432/2012 du 16/05/2012)
- au maintien d'une concentration normale de triglycéride dans le sang (commission de régulation EU no 536/2013 du 11/06/2013)
- au maintien d'une pression sanguine normale (commission de régulation EU no 536/2013 du 11/06/2013)[3],[4]

En résumé, l'huile de foie de morue joue un rôle bénéfique pour :
- la protection cardiaque[5]
- la vision[6]
- les fonctions cognitives[7] et le bien-être émotionnel[8]
- les gênes articulaires et l'inflammation[9]
- le développement du fœtus et du nourrisson[10]

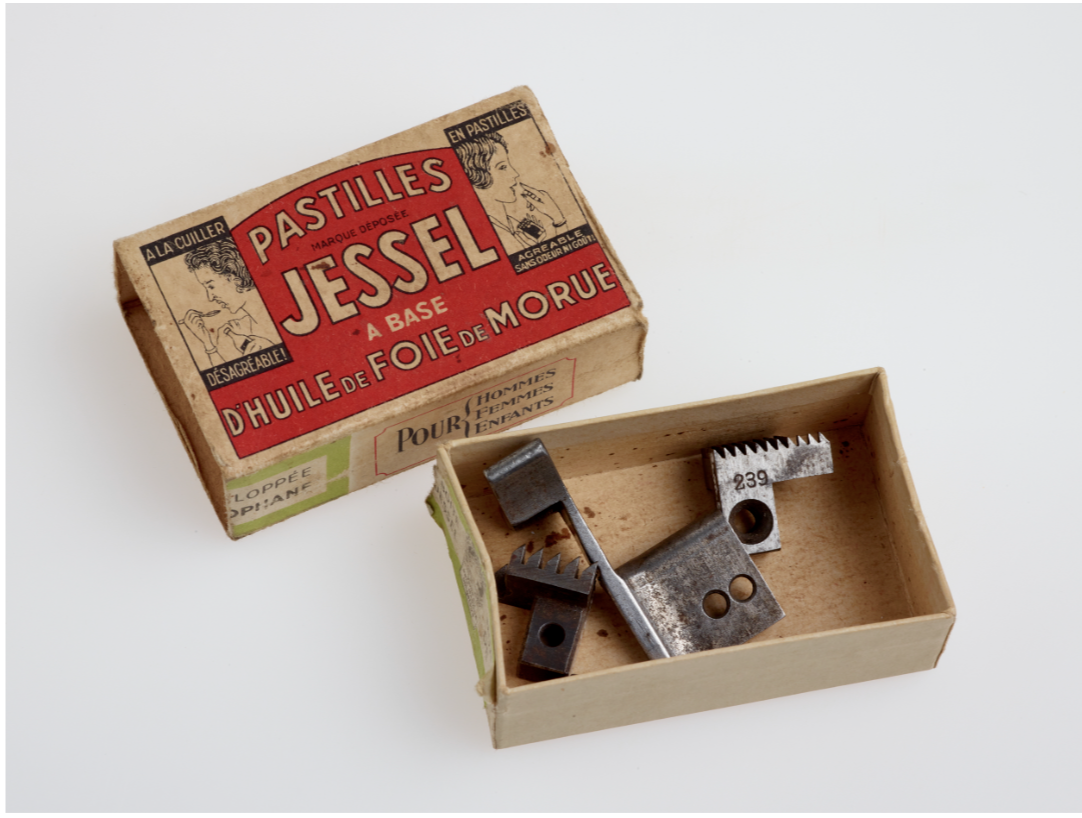
Boîte pastilles jessel à base d'huile de foie de morue, collections du Musée de Bretagne.

Elle est traditionnellement recommandée en cas d'ostéoporose ou de fracture (apport en vitamine D) et de déficit en vitamine A qui a des conséquences néfastes pour la vision et la peau. 
Cette huile était aussi utilisée autrefois par les marins du nord de l'Europe, appliquée sur leur peau, pour se protéger du soleil[réf. nécessaire].
| Nutriment                 | Valeur pour 100 g      |
| ------------------------- | ---------------------- |
| Vitamine A                | 100 000 UI (30 000 µg) |
| Vitamine D                | 10 000 UI (250 µg)     |
| Acides gras saturés       | 22 g                   |
| Acides gras monoinsaturés | 46,5 g                 |
| Acides gras polyinsaturés | 24,3 g                 |

## Fabrication

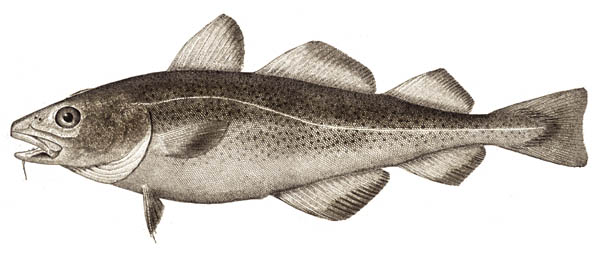
Morue de l'Atlantique.

Cette huile est fabriquée par cuisson de foies de morues à la vapeur, puis écrasement et décantation des foies cuits pour en extraire l'huile. Le mauvais goût de l'huile est aujourd'hui largement atténué grâce au progrès dans les techniques d'extraction et au procédé de filtration.
Par contraste, les huiles de poisson sont extraites des corps entiers de poissons, durant la fabrication des farines de poisson. Si l'huile de foie de morue et les huiles de poisson peuvent paraître en quelque sorte similaires, leur composition chimique diffère : l'huile de poisson contient beaucoup moins de vitamines A et D comparée à celle de foie de morue.

## Forme galénique
Il existe deux formes galéniques pour ce complément alimentaire, soit sous forme de gélules souples soit directement sous forme liquide en bouteille. L'avantage de la gélule réside dans sa neutralité en goût mais avec la contrainte de l'ingestion. L'avantage de l'huile de foie de morue sous forme liquide est sa meilleure biodisponibilité.

## Présence naturelle dans des plats gastronomiques
L’huile de foie de morue n’est pas consommée telle quelle en gastronomie mais est présente en forte quantité dans le foie de morue utilisé traditionnellement en cuisine. Par exemple, fumé au bois de hêtre, le foie de morue peut notamment être consommé en entrée étalé ou en fine tranche sur du pain grillé. Le foie de morue peut aussi être dégusté en salade.

## Risques pour la santé

Rétinol (Vitamine A).

### Risque d'hypervitaminose
Une cuillère à soupe (13,6 g) d'huile de foie de morue contient 136 % du maximum journalier à ne pas dépasser pour la vitamine A (Rétinol),. La vitamine A s'accumule dans le foie, et peut atteindre une concentration suffisante pour provoquer une hypervitaminose A. La dose toxique de vitamine A est estimée à 25 000 UI/kg (voir surdosage en vitamine A), soit environ 1,25 kg d'huile de foie de morue pour une personne de 50 kg.
Le taux de vitamine A varie beaucoup d'un échantillon à l'autre, avec un possible risque de surdosage si ce produit est pris en grande quantité comme source d'oméga-3. De plus, elle peut contenir certains polluants. Les risques peuvent être réduits quand l'huile est filtrée, raffinée ou purifiée.
Il est recommandé aux femmes enceintes de consulter un médecin avant de consommer de l'huile de foie de morue. Une prise significative d'huile de foie de morue pour les femmes enceintes est associée à un risque presque cinq fois plus élevé d'hypertension gestationnelle. Une étude note cependant que « la teneur en n-3 LCPUFA pourrait avoir des effets positifs jusqu'à un certain niveau, mais négatifs à hautes doses. ».

### Réservoir de polluants
Chez les animaux évolués, le foie est l'un des principaux organes de détoxication du système sanguin. Certains des polluants ingérés ou inhalés, puis transportés par le sang, y sont plus ou moins durablement stockés et accumulés.
À titre d'exemple, une étude a porté sur le taux de polluants organochlorés (PCB, DDT, HCH (BHC), LHCB, aldrine, dieldrine, chlordanes, heptachlore et époxyde d'heptachlore) d'échantillons d'huile de foie de morue provenant du sud de la Baltique (entre 1971 et 1989). Concernant le DDT retrouvés dans ces huiles, il a fortement diminué sur cette période de 18 ans ; mais les PCB, le HCB, l'aldrine et la dieldrine n'y ont que lentement diminué ; alors que le taux de HCH (gamma-hexachlorocyclohexane) ne changeaient pas. Les taux de composés de chlordane ont eux augmenté jusqu'au début des années 1980 avant de diminuer. Les teneurs en heptachlore et époxyde d'heptachlore variaient beaucoup sur la période, mais sans tendance temporelle marquée. Et des polluants émergents comme les substances per- et polyfluoroalkylées n'y étaient simplement pas mesurés.
Une étude plus récente (2017) a dosé 16 substances per- et polyfluoroalkylées différentes dans 200 foies de morue provenant de 15 fjords et 15 ports norvégiens. L'acide perfluorooctanesulfonique était le plus présent (72 % des échantillons étaient contaminés) et aux plus hautes doses (jusqu'à 21,8 µg kg−1 poids humide dans un échantillon de Kragerø à l'Est de la Norvège) ; les fjords et les ports de l'est en contiennent plus qu'à l'Ouest du pays. Mais des taux élevés d'acide perfluorooctanesulfonique ont été trouvés au nord (à Narvik notamment, ce qui fait évoquer une source locale de pollution).
Une étude a conclu que l'huile de foie de morue utilisée en pisciculture dans la nourriture animale peut être remplacée par de l'huile de lin.

## Goût
Enfin, son goût et/ou sa consistance, souvent jugés désagréables, ont longtemps rebuté les personnes qui en prenaient. À Tübingen en Allemagne, boire un verre d'huile de foie de morue est notamment utilisé comme gage pour le perdant de la Stocherkahnrennen (de), une course de barques de l'université.